# Hôn nhân cùng giới ở South Carolina
Hôn nhân cùng giới đã được công nhận hợp pháp tại tiểu bang Nam Carolina kể từ khi lệnh của tòa án liên bang có hiệu lực vào ngày 20 tháng 11 năm 2014. Một phán quyết khác của tòa án vào ngày 18 tháng 11 đã ra lệnh cho tiểu bang công nhận hôn nhân cùng giới từ các khu vực pháp lý khác.
Sau phán quyết năm 2014 của Tòa phúc thẩm lần thứ tư tại Bory v. Rainey, trong đó phát hiện lệnh cấm của Virginia đối với hôn nhân cùng giới là vi hiến, một thẩm phán đã chấp nhận đơn xin giấy phép kết hôn từ các cặp cùng giới cho đến Tòa án Tối cao Nam Carolina, để đáp lại yêu cầu của Tổng chưởng lý tiểu bang, ra lệnh cho họ dừng lại. Một tòa án liên bang đã ra phán quyết cấm Nam Carolina đối với hôn nhân cùng giới là vi hiến vào ngày 12 tháng 11, với việc thi hành quyết định đó cho đến trưa ngày 20 tháng 11. Lễ cưới cùng giới đầu tiên được tổ chức vào ngày 19 tháng 11.

## Hạn chế pháp lý

### Thời hiệu
Năm 1996, Hạ viện Nam Carolina, với số phiếu từ 82-0, đã thông qua một đạo luật xác định hôn nhân là giữa một nam và một nữ. Thượng viện bang Nam Carolina, trong một cuộc bỏ phiếu bằng giọng nói, đã thông qua dự luật. Thống đốc David Beasley đã ký dự luật thành luật.